# Kweku Elliot
Pour les articles homonymes, voir Elliot.
 (juin 2024).
La mise en forme du texte ne suit pas les recommandations de Wikipédia : il faut le « wikifier ».
Les points d'amélioration suivants sont les cas les plus fréquents :
- Les titres sont pré-formatés par le logiciel. Ils ne sont ni en capitales, ni en gras.
- Le texte ne doit pas être écrit en capitales (les noms de famille non plus), ni en gras, ni en italique, ni en « petit »…
- Le gras n'est utilisé que pour surligner le titre de l'article dans l'introduction, une seule fois.
- L'italique est rarement utilisé : mots en langue étrangère, titres d'œuvres, noms de bateaux, etc.
- Les citations ne sont pas en italique mais en corps de texte normal. Elles sont entourées par des guillemets français : « et ».
- Les listes à puces sont à éviter, des paragraphes rédigés étant largement préférés. Les tableaux sont à réserver à la présentation de données structurées (résultats, etc.).
- Les appels de note de bas de page (petits chiffres en exposant, introduits par l'outil «  Source ») sont à placer entre la fin de phrase et le point final[comme ça].
- Les liens internes (vers d'autres articles de Wikipédia) sont à choisir avec parcimonie. Créez des liens vers des articles approfondissant le sujet. Les termes génériques sans rapport avec le sujet sont à éviter, ainsi que les répétitions de liens vers un même terme.
- Les liens externes sont à placer uniquement dans une section « Liens externes », à la fin de l'article. Ces liens sont à choisir avec parcimonie suivant les règles définies. Si un lien sert de source à l'article, son insertion dans le texte est à faire par les notes de bas de page.
- La présentation des références doit suivre les conventions bibliographiques. Il est recommandé d'utiliser les modèles {{Ouvrage}}, {{Chapitre}}, {{Article}}, {{Lien web}} et/ou {{Bibliographie}}. Le mode d'édition visuel peut mettre en forme automatiquement les références.
- Insérer une infobox (cadre d'informations à droite) n'est pas obligatoire pour parachever la mise en page.

Pour une aide détaillée, merci de consulter Aide:Wikification.
Si vous pensez que ces points ont été résolus, vous pouvez retirer ce bandeau et améliorer la mise en forme d'un autre article.
Kweku Elliot, alias "Kay Elliot", né le 2 mai 1960 , est un acteur ghanéen d'origine ghanéenne et trinidadienne. En 2012,il joue un son premier rôle majeur dans le monde cinématographique  avec le film ''Célibataire et marié''  réalisé par Pascal Amanfo et produit par Yvonne Nelson .

## Biographie

### Enfance et vie privée
D'origine mixte, d'un père ghanéen et d'une mère trinidadienne, Elliot est né à Takoradi dans la région occidentale du Ghana. Son père Kojo Elliot était avocat et sa mère Henrietta Elliot une institutrice. A l'âge de 5ans, sa famille a déménagé à Accra. Son père, avocat, décède un an plus tard.

### Formation
Il fréquente avec sa sœur aînée Essie à l'école internationale SOS Herman Gmeiner où sa mère est institutrice. Il fréquente après l'école internationale d'Akosombo et l'école de Mfantsipim. À la fin de son adolescence, Elliot  déménage au Royaume-Uni pour fréquenter l'Université des Arts de Bournemouth.

### Carrière
En 2011, il décroche son premier emploi en tournant une publicité populaire pour Vodafone Ghana. Il apparaît dans le film Single and Married de Yvonne Nelson, dans le rôle de Raymond, le mari insatisfait et infidèle de Nadia Buari. Son rôle dans Single and Married a propulsé sa carrière, ce qui lui a valu davantage de rôles auprès d'éminents artistes de Nollywood tels que Nse Ikpe Etim dans Purple Rose, Rukky Sanda dans Si tu étais à moi  et Uti Nwachukwu dans Diable en robe. En 2015, Elliot a joué le rôle principal, un journaliste athée dans le film acclamé d'Yvonne Nelson Si demain ne vient jamais . Il est nommé deux fois en 2015 pour les City People Entertainment Awards , pour le meilleur acteur dans un second rôle de l'année et pour les Golden Movie Awards Ghana  pour le Golden Supporting Actor dans Love Someone de Zynnell Zuh . En 2016, il joue le rôle principal dans le film d' Eddie Nartey In April, présenté en première aux cinémas Silverbird à Accra le 3 septembre 2016. Il joue actuellement dans la série télévisée en cours Coco Brown .

## Filmographie
- Vodafone – "The chase" (2011)
- HFC Bank – "Dreams" (2011)
- My Home (2012)
- Single and Married (2012) as Raymond
- Devil In a Dress (2013)
- If You Were Mine (2013)
- [10] Purple Rose (2013) as Ethan
- Tenants (2013)
- V-Republic (2014) as Frank
- Heartbreak Hotel (2014)
- An African City (2014)
- Love Regardless (2014)
- Cheaters Vacation 1&2 (2014)
- If Tomorrow Never Comes (2015)
- Coco Brown (2016) as Christian
- In April (2016) as Nii
- Treachery (2017) as Taxi Driver
- Sometimes in Yesterday (2018) as Kelly
- Sin City (2019) as Klem